# روز ملی مرغ سوخاری

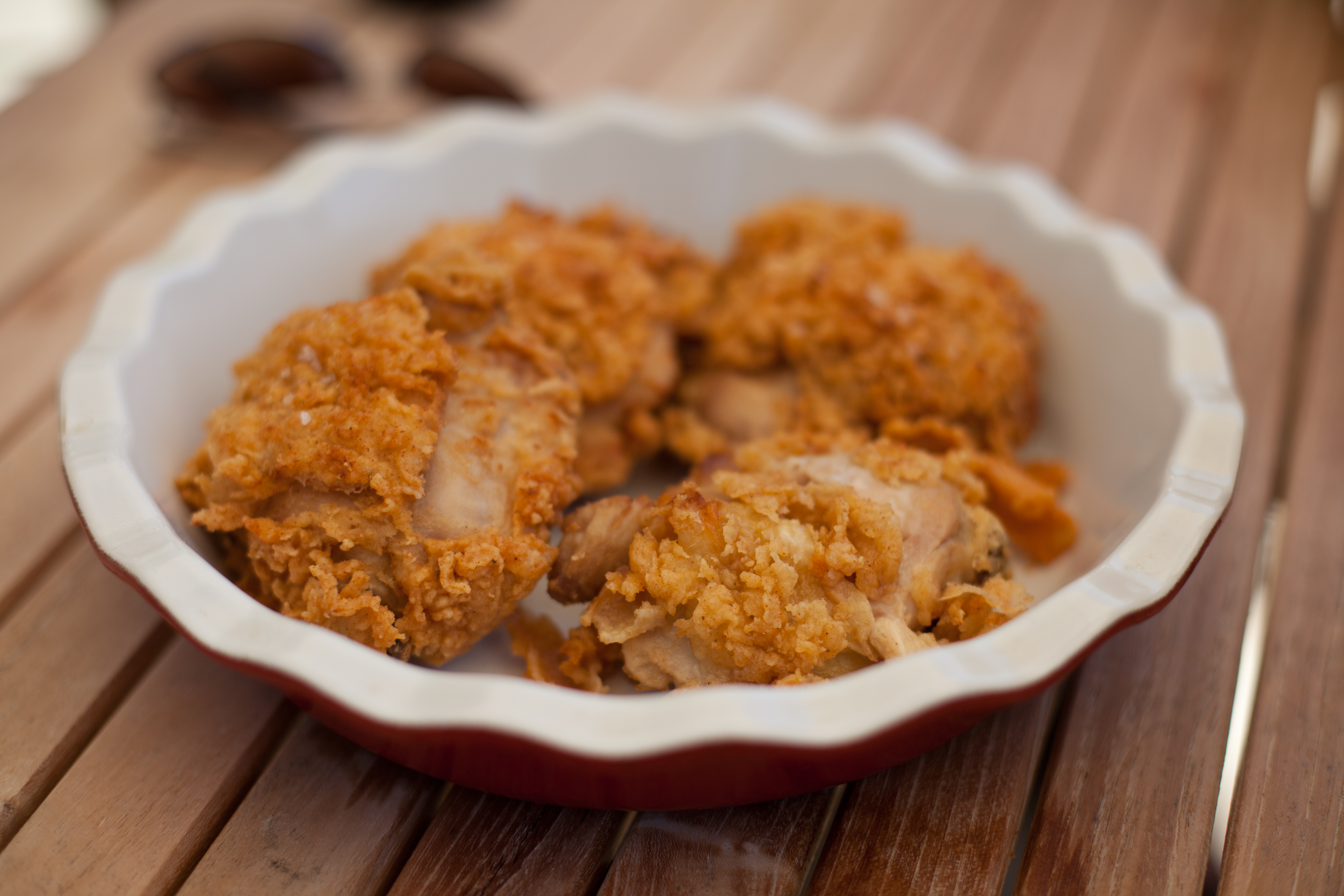
مرغ سوخاری شده

روز ملی مرغ سوخاری هر ساله در ۶ جولای در ایالات متحده آمریکا برگزار می‌شود. معلوم نیست این روز چگونه آغاز شد. به مناسبت این روز مرغ سوخاری را به روش‌های مختلف تهیه می‌کنند و می‌خورند.
برخی از رستوران‌های زنجیره‌ای مرغ سوخاری مانند Church's Chicken و کی‌اف‌سی و رستوران‌های زنجیره‌ای دیگر مانند Grandy's، تبلیغاتی را در روز ملی مرغ سوخاری ارائه می‌دهند.

## خارج از ایالات متحده
در سال ۲۰۱۸، شعبه استرالیایی KFC مسابقه ای برای برنده شدن مرغ سرخ شده رایگان به مدت یک سال ارائه داد. این مسابقه با ارسال پست‌هایی در رسانه‌های اجتماعی که دلایلی را که شرکت کننده شایسته دریافت جایزه است، اعلام کرده بود. برنده جایزه یک جوان ۱۹ ساله بود که به همراه دوستش لوگوی شرکت KFC را روی پای خود خالکوبی کردند. این روز به‌طور سنتی در ۷ جولای در استرالیا برگزار می‌شود.

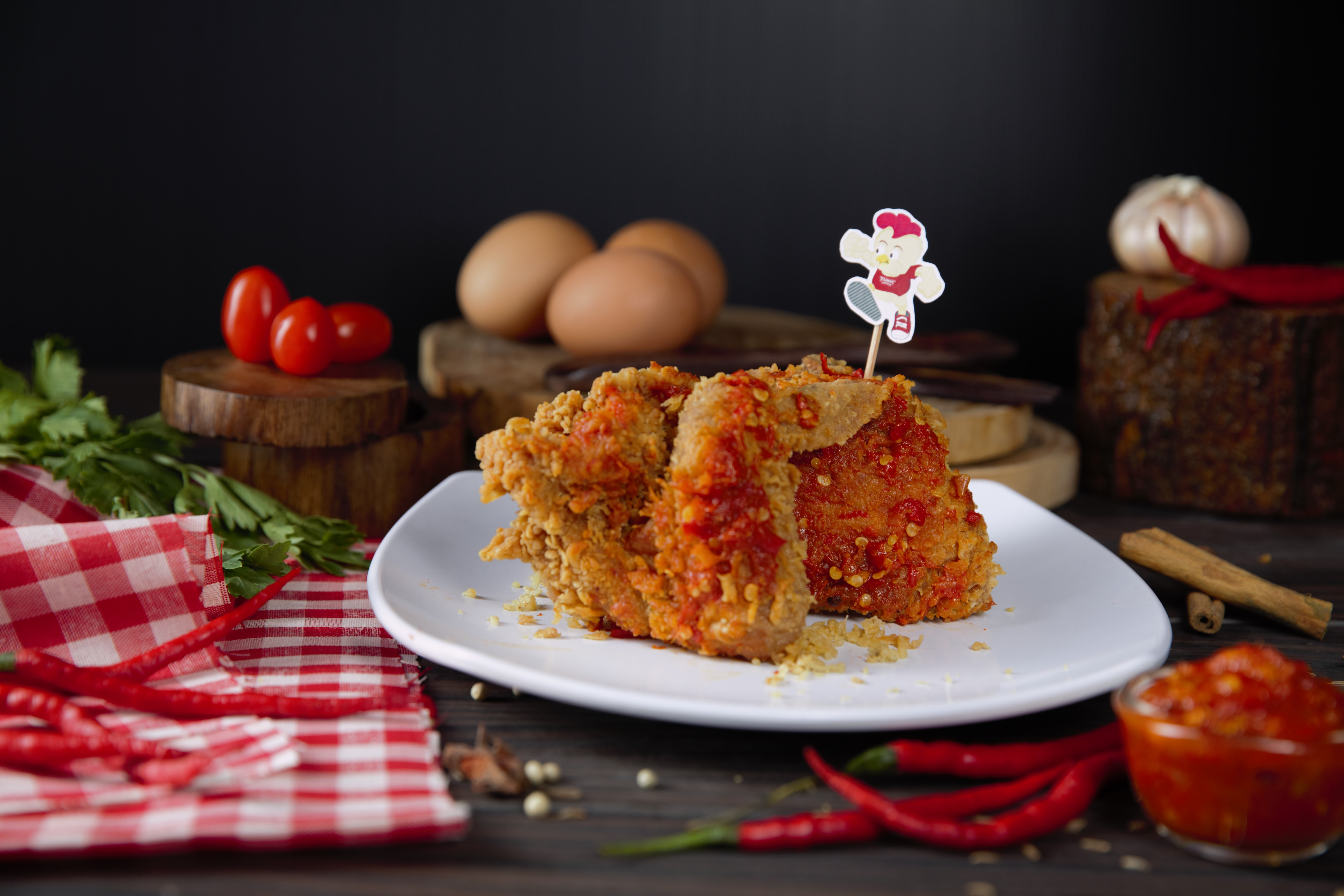
غذای مخصوص مرغ کوئیک اندونزی
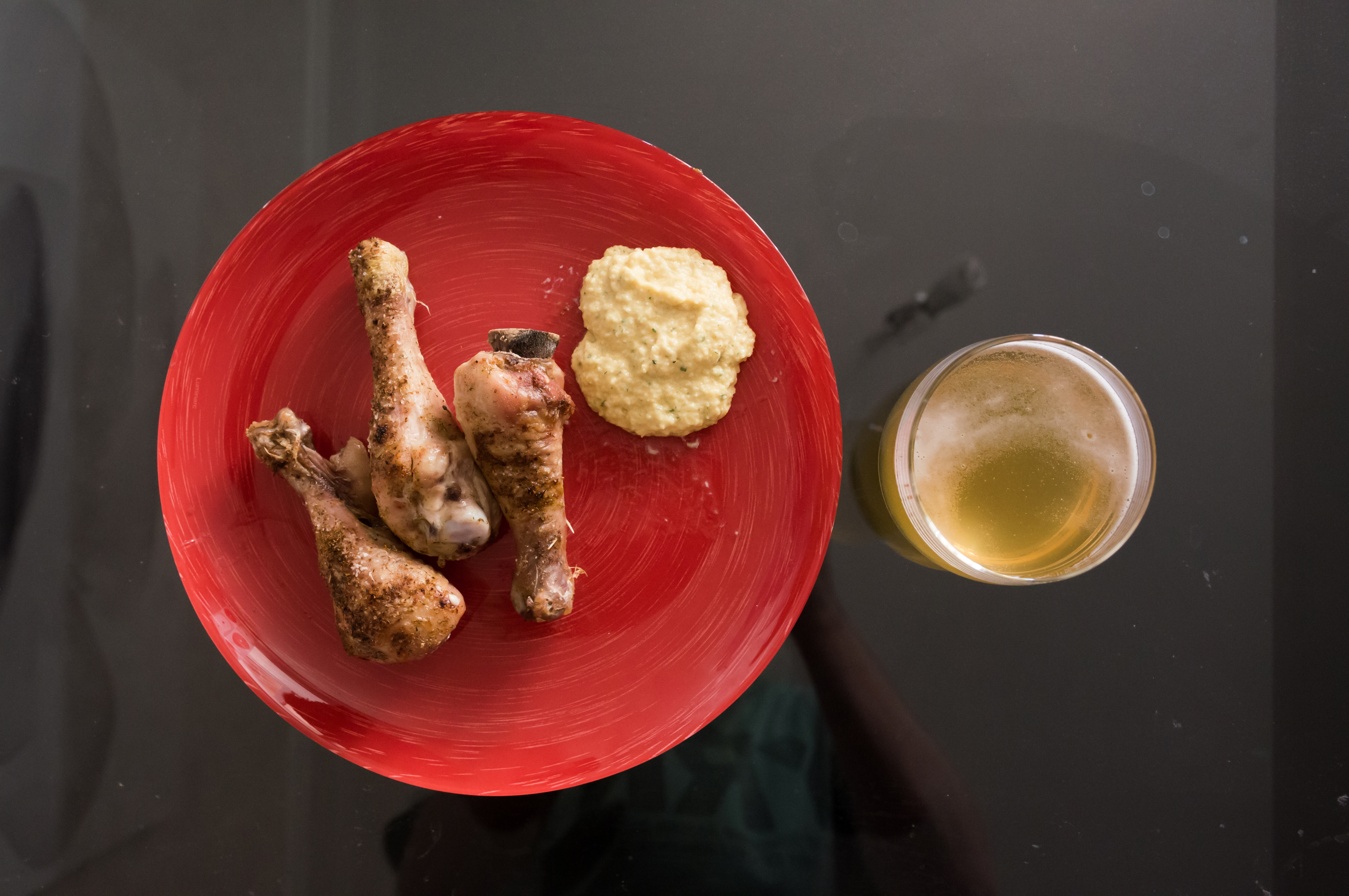
پای مرغ سرخ شده و یک لیوان آبجو
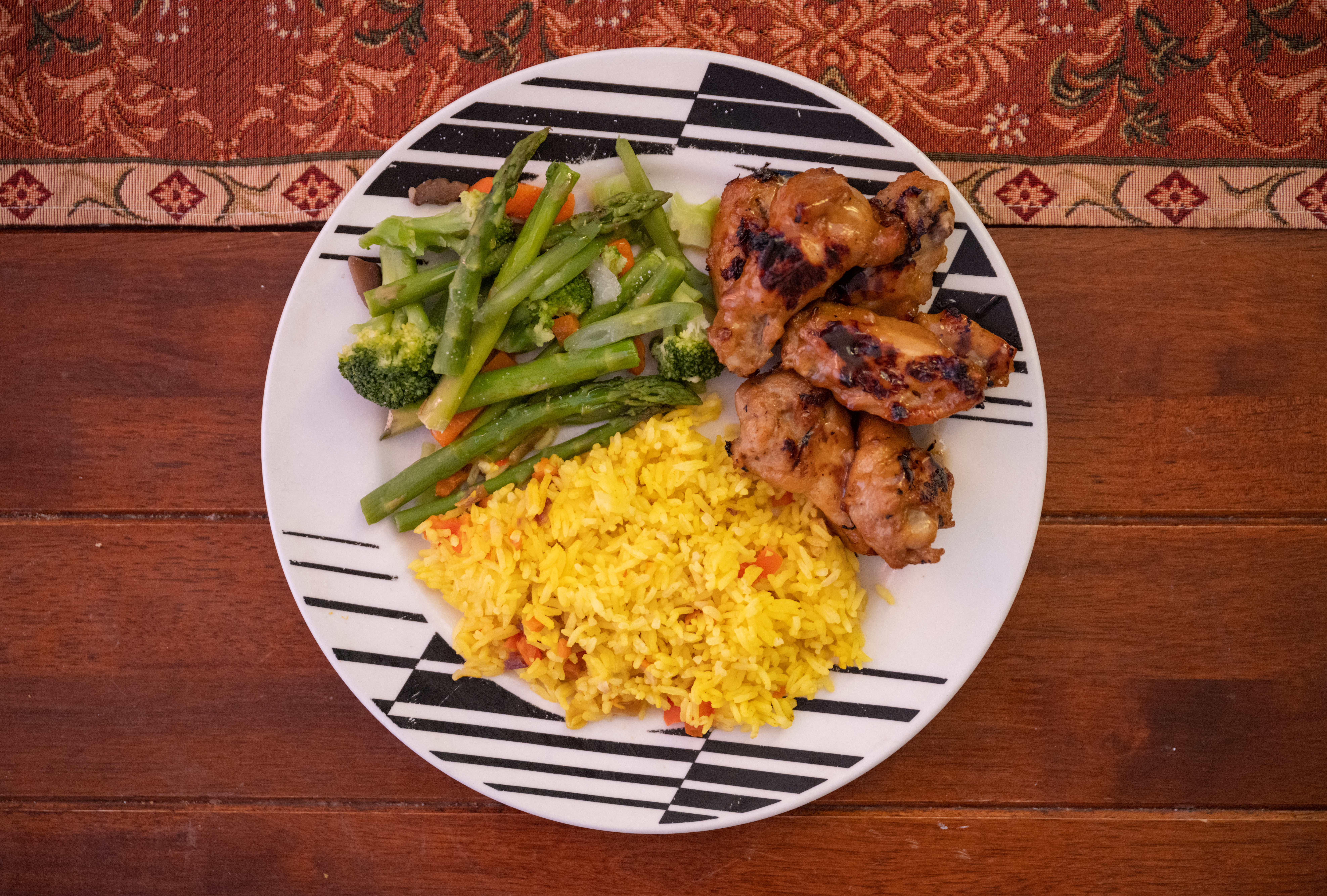
مرغ سرخ شده با سبزیجات و برنج
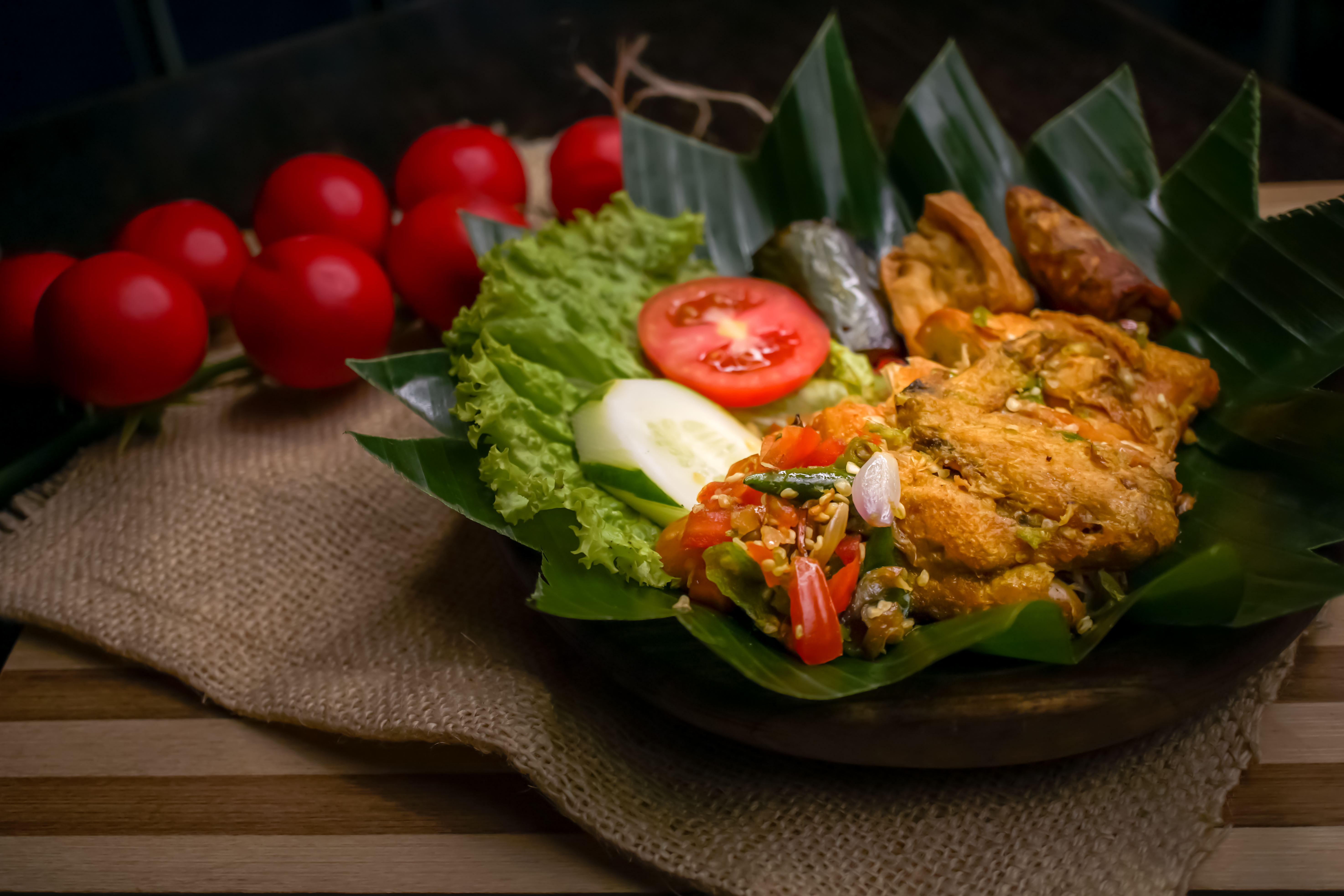
این غذا شامل مرغ سرخ شده یا کبابی است و با پک سامبال که ترکیبی از فلفل قرمز و پیاز است سرو می‌شود
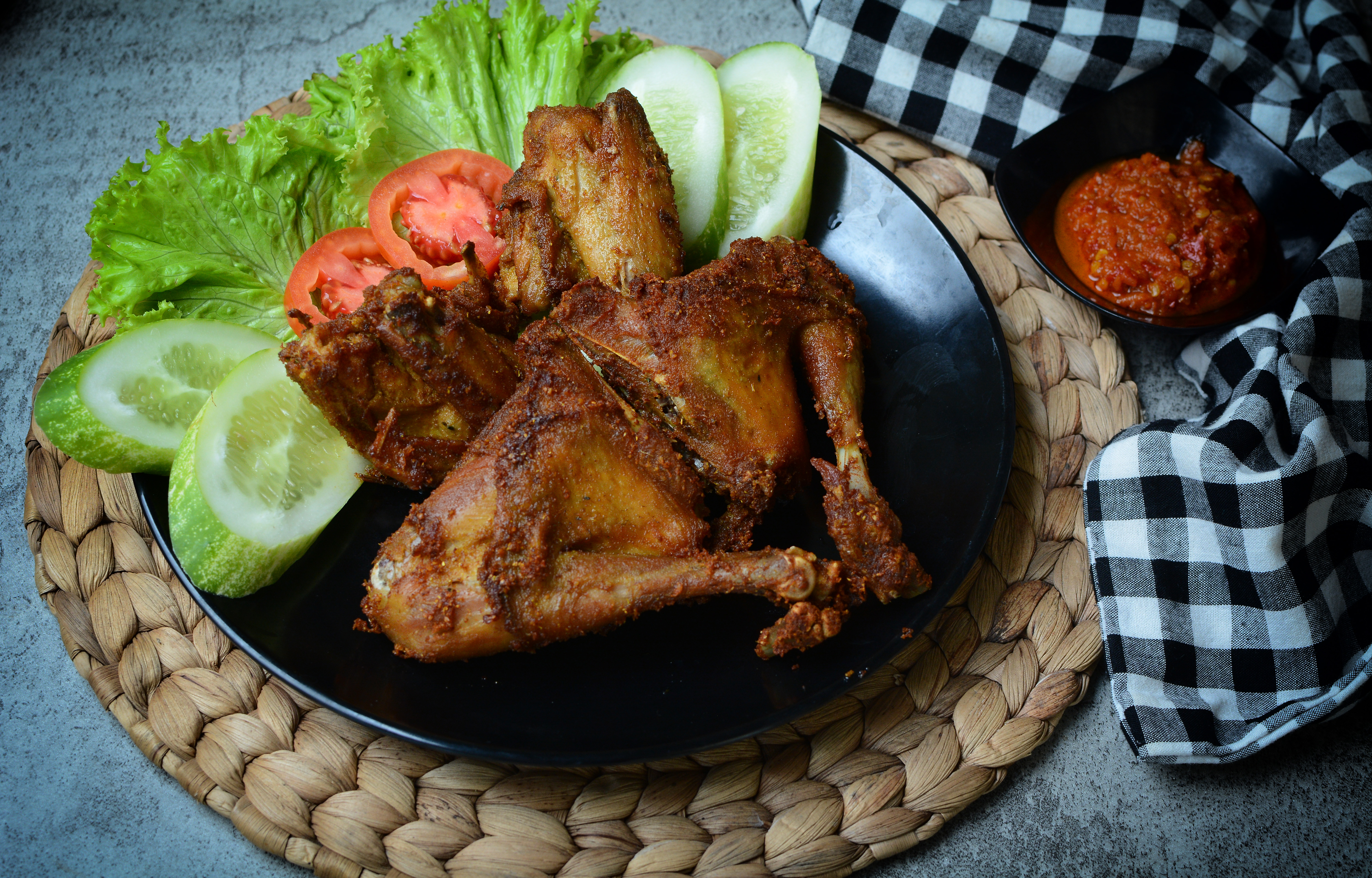
مرغ سوخاری کالاسان با ادویه‌های مخصوص از منطقه کالاسان، سلمان طبخ می‌شود.